# Promozione Lazio 1976-1977
Nella stagione 1976-1977 la Promozione era il quinto livello del calcio italiano (il massimo livello regionale). Qui vi sono le statistiche relative al campionato in Lazio.
Il campionato è strutturato in vari gironi all'italiana su base regionale, gestiti dai Comitati Regionali di competenza. Promozioni alla categoria superiore e retrocessioni in quella inferiore non erano sempre omogenee; erano quantificate all'inizio del campionato dal Comitato Regionale secondo le direttive stabilite dalla Lega Nazionale Dilettanti, ma flessibili, in relazione al numero delle società retrocesse dal Campionato Interregionale e perciò, a seconda delle varie situazioni regionali, la fine del campionato poteva avere degli spareggi sia di promozione che di retrocessione.

## Girone A

### Classifica finale
|  | Pos. | Squadra                               | Pt | G  | V  | N  | P  | GF | GS | DR  |
|  | ---- | ------------------------------------- | -- | -- | -- | -- | -- | -- | -- | --- |
|  | 1.   | Pol. Tor Sapienza, Roma               | 43 | 30 | 17 | 9  | 4  | 43 | 22 | +21 |
|  | 2.   | G.S. A.CO.TRA.L., Roma                | 42 | 30 | 14 | 14 | 2  | 31 | 10 | +21 |
|  | 3.   | A.S. Lodigiani, Roma                  | 40 | 30 | 14 | 12 | 4  | 35 | 18 | +17 |
|  | 4.   | G.S. Pineta Sacchetti, Roma           | 38 | 30 | 12 | 14 | 4  | 35 | 20 | +15 |
|  | 5.   | Pol. Fortitudo Lib.Campidoglio, Roma  | 38 | 30 | 12 | 14 | 4  | 35 | 23 | +12 |
|  | 6.   | U.S. Ladispoli, Ladispoli             | 32 | 30 | 9  | 14 | 7  | 28 | 29 | -1  |
|  | 7.   | C.R.A.L. Az.Agr. Maccarese, Maccarese | 28 | 30 | 8  | 12 | 10 | 26 | 29 | -3  |
|  | 8.   | U.S. Astrea, Roma                     | 27 | 30 | 6  | 15 | 9  | 24 | 29 | -5  |
|  | 9.   | C.S. Torre Maura, Roma                | 27 | 30 | 7  | 13 | 10 | 22 | 28 | -6  |
|  | 10.  | Pol. Acilia, Acilia                   | 26 | 30 | 8  | 10 | 12 | 29 | 40 | -11 |
|  | 11.  | A.S. Sacrofano, Sacrofano             | 26 | 30 | 6  | 14 | 10 | 25 | 38 | -13 |
|  | 12.  | A.S. D.Sigma Tau, Pomezia             | 25 | 30 | 6  | 13 | 11 | 35 | 37 | -2  |
|  | 13.  | U.S. Forano Gavignano, Forano         | 24 | 30 | 6  | 12 | 12 | 23 | 31 | -8  |
|  | 14.  | S.S. Trastevere, Roma                 | 24 | 30 | 7  | 10 | 13 | 37 | 45 | -8  |
|  | 15.  | U.S. Allumiere, Allumiere             | 23 | 30 | 5  | 13 | 12 | 22 | 31 | -9  |
|  | 16.  | S.S. Fregene, Fregene                 | 17 | 30 | 4  | 9  | 16 | 15 | 35 | -20 |

### Spareggio 14.posto in classifica
- - il 5 giugno 1978 a Fregene: Forano .-Trastevere 2-1

## Girone B

### Classifica finale
|  | Pos. | Squadra                                    | Pt | G  | V  | N  | P  | GF | GS | DR |
|  | ---- | ------------------------------------------ | -- | -- | -- | -- | -- | -- | -- | -- |
|  | 1.   | S.S. L.V.P.A., Frascati                    | 49 | 30 | 20 | 9  | 1  | 51 | 13 |    |
|  | 2.   | U.S. Terracina, Terracina                  | 46 | 30 | 18 | 10 | 2  | 45 | 18 |    |
|  | 3.   | S.S. Vivace, Grottaferrata                 | 37 | 30 | 13 | 11 | 6  | 44 | 28 |    |
|  | 4.   | F.C. Fiuggi, Fiuggi                        | 33 | 30 | 11 | 11 | 8  | 37 | 26 |    |
|  | 5.   | U.S. Sora, Sora                            | 33 | 30 | 14 | 5  | 11 | 41 | 33 |    |
|  | 6.   | G.S. Colleferro, Colleferro                | 32 | 30 | 11 | 10 | 9  | 20 | 21 |    |
|  | 7.   | G.S. Vis Sezze, Sezze                      | 30 | 30 | 9  | 12 | 9  | 37 | 29 |    |
|  | 8.   | U.S. Rocca di Papa Canarini, Rocca di Papa | 29 | 30 | 9  | 11 | 10 | 33 | 33 |    |
|  | 9.   | G.S. Anagni CEAT, Anagni                   | 28 | 30 | 10 | 8  | 12 | 33 | 29 |    |
|  | 10.  | A.S. Valmontone, Valmontone (-2)           | 27 | 30 | 9  | 9  | 12 | 24 | 36 |    |
|  | 11.  | S.S. Semprevisa, Carpineto Romano          | 27 | 30 | 7  | 13 | 10 | 33 | 35 |    |
|  | 12.  | Pol. La Subiaco, Subiaco                   | 27 | 30 | 8  | 11 | 11 | 23 | 29 |    |
|  | 13.  | Pol. Gaeta, Gaeta                          | 26 | 30 | 9  | 8  | 13 | 25 | 33 |    |
|  | 14.  | U.C. Nettuno, Nettuno                      | 25 | 30 | 6  | 13 | 11 | 20 | 45 |    |
|  | 15.  | U.S. Virtus Pomezia, Pomezia               | 17 | 30 | 4  | 9  | 17 | 14 | 42 |    |
|  | 16.  | A.C. Aprilia, Aprilia                      | 16 | 30 | 5  | 6  | 19 | 21 | 48 |    |

- A fine stagione la fusione tra Fulgorcavi Latina (Serie D) e Terracina permette alla Terracina disputare il campionato di Serie D 1977-78.